# 비법인지구
비법인지구(非法人地區, unincorporated area) 또는 미편입지구는 어느 국가나 주의 영토에는 속하지만 최소 행정구역인 지방 자치단체에는 속하지 않는 지역이다. 특히 미국, 캐나다, 오스트레일리아 등의 국가에는 널리 퍼져 있으나, 많은 국가에서는 사람이 극도로 희박한 지역이나 세부 행정구역이 아직 결정되지 않은 신생매립지 등 특수한 경우를 제외하면 찾기 힘들다.

## 미국에서
미국에서는 보통 주의 하위에 있는 군 (또는 그와 동등한 행정구역)에는 속하지만 그 이상으로 세부적인 지자체(city나 town)에는 속하지 않는 영토를 가리킨다. 미국의 거의 모든 영토가 주와 군의 하위에는 분류되어 있지만 그 하위의 지자체는 사람이 상당히 집중해서 거주하는 곳(populated place)에만 주로 존재하기 때문에 이러한 미편입지구는 널리 존재한다. 다만 인구밀도가 높은 미 북동부의 8개 주에는 미편입지구가 완전히, 혹은 사실상 존재하지 않는다. 또한 미편입 지구의 인구가 반드시 희박한 것은 아니며 캘리포니아의 로스앤젤레스군의 경우 미편입지구에만 100만 명이 넘는 인구가 거주하는 것으로 추산되고 있다.
또한 미국에서 비법인 공동체(unincorporated community)이라 하면 2가지 경우를 가리킨다.
- 미편입지구 내에 존재하는 정착지
- 지자체(들)의 하위에 존재하여 독자적인 지방정부를 이루지 않는 정착지

다만 대부분의 주정부는 이러한 비법인 공동체들의 자치권(home rule)을 어느 정도 인정하고 있기 때문에, 이런 곳들은 비공식적인 주민회의(council)와 같은 형태로 마을을 운영하기도 한다.

### 해외 영토
특히, 미국의 해외 영토의 경우 대부분이 공식적으로 미편입 지구에 해당하는데, 편입할 경우 타국에 양도하거나 독립을 승인하기 힘들어지기 때문에 미 의회도 이러한 지위를 유지시키고 있다.
그 중에서도 의회가 공인하는 지방 자치권의 부여 대상도 되지 않는 해외 영토를 가리켜 미편성(unorganized) 영토라고 한다. 보통 군 시설을 제외한 상주 인구가 없는 작은 섬 지역만 해당하는 분류임에도 미국령 사모아는 여전히 공식적으로 미편성 영토로 남아있는데, 1967년 제정된 자체 헌법에 따라 실질적으로는 자치권을 가지고 있다.

## 같이 보기
- 비자치구